# Casa Laia
La Casa Laia és una obra de Sant Climent Sescebes (Alt Empordà) inclosa a l'Inventari del Patrimoni Arquitectònic de Catalunya.

## Descripció
Situada dins del nucli urbà de la població de Sant Climent, a l'extrem nord-est del nucli antic del municipi, darrere de l'església parroquial.
Edifici cantoner de planta més o menys rectangular, format per tres cossos adossats, amb les cobertes d'una i dues vessants i distribuïts en planta baixa i pis. Les obertures són totes rectangulars, originàriament emmarcades en pedra i amb les llindes planes. En l'actualitat, però, la majoria han estat reformades amb un revestiment arrebossat que imita un parament de pedra. A la planta baixa hi ha tres portals, un d'ells amb la llinda de fusta i el principal de pedra. Damunt d'aquest portal hi ha una galeria amb dues obertures rectangulars, coberta per un embigat de fusta. La façana de tramuntana presenta, a la planta baixa, un gran arc rebaixat amb un dels brancals recte. Al pis hi ha una finestra balconera amb la barana d'obra restituïda i el mateix emmarcament arrebossat imitant la pedra.
La construcció és bastida en pedra sense treballar de diverses mides lligada amb abundant morter de calç.